# Charles Michel
Charles Y. J. Gh. Michel (Namur, 21 de dezembro de 1975) é um político liberal belga e Presidente do Conselho Europeu de 2019 a 2024. É filho do político Louis Michel.
Ele anunciou no dia 7 de Outubro de 2014 que ia ser o novo Primeiro-ministro da Bélgica da coligação governamental chamada "la Suédoise" (em português : "a Sueca" fazendo referência as cores dos partidos: o azul dos liberais e o amarelo dos nacionalistas) composta dos partidos seguintes:
- MR (Mouvement Réformateur - Liberais francófonos);
- N-VA (Nieuw-Vlaamse Alliantie - Nacionalismo flamengo);
- CD&V (Christen-Democratisch en Vlaams - Democracia cristã flamengo);
- OPEN VLD (Open Vlaamse Liberalen en Democraten - Liberais flamengos).

Em 1 de dezembro de 2019, Michel assumiu a presidência do Conselho Europeu, sucedendo a Donald Tusk.